# Flyn, Uppland
Flyn är en sjö i Österåkers kommun i Uppland och ingår i Norrtäljeån-Åkerströms kustområde. Sjön har en area på 0,0675 kvadratkilometer och ligger 8 meter över havet.

## Delavrinningsområde
Flyn ingår i det delavrinningsområde (659595-165669) som SMHI kallar för Rinner till Träsköfjärden. Medelhöjden är 16 meter över havet och ytan är 8,27 kvadratkilometer. Det finns inga avrinningsområden uppströms utan avrinningsområdet är högsta punkten. Avrinningsområdets utflöde mynnar i havet, utan att ha någon enskild mynningsplats.